# 黑尔措格斯多夫
黑尔措格斯多夫是奥地利上奥地利州乌尔法尔城郊县的一个市镇。总面积35平方公里，总人口2389人，人口密度68.3人/平方公里（2005年）。